# Erzählung (China)
Erzählungen stellen in der chinesischen Literatur ein eigenes Genre der Gattung Xiaoshuo dar. Sie entwickelten sich in China seit dem 3. Jahrhundert und wurden zuerst in Wenyan verfasst. Dabei zeigten diese Erzählungen in Bezug auf Inhalt und Gestaltung starke Einflüsse des Buddhismus, Daoismus und der Geschichtsschreibung.
Während der Tang- und Song-Zeit wurden von zum Teil bekannten Dichtern „Geschichten über Merkwürdigkeiten“ geschrieben, sogenannte Chuanqi. Diese Erzählungen zeichneten sich bereits durch komplexe Handlungen und einen hohen literarischen Stil aus. Die Themen wurden historischen Werken, Anekdoten und zeitgenössischen Ereignissen sowie Erzählungen über Übernatürliches entnommen.
Während der späten Song-Zeit wurden diese Geschichten aufgrund der spannenden oder rührenden Thematik und der dramatischen Handlung in das zeitgenössische Singspiel übernommen. Auch umgangssprachliche Erzählungen, die seit der Song-Zeit von Bedeutung waren, wurden als Singspiele adaptiert. Zwischen den umgangssprachlichen Erzählungen und den in Schriftsprache (Wenyan) verfassten gab es eine gegenseitige Beeinflussung. Umgangssprachliche, oft lyrische Erzählungen enthalten Einflüsse aus Chuanqi und Bianwen, besonders in Bezug auf Struktur und Inhalt. Diese Erzählungen sind geprägt durch die Anwesenheit des Erzählers, einen dramatischen Aufbau, Dialoge, Spannung und überraschende Elemente. Die Erzählungen wurden eingeteilt in Geistergeschichten, Liebesgeschichten, Kriminalgeschichten und religiöse Geschichten, sowie Formen, die diese Themen vermischten.
Ein Werk, das sowohl schriftsprachliche und umgangssprachliche Erzählungen (Huaben) beeinflusste war das Taiping Guangji. Es diente seit der Song-Zeit den volkstümlichen mündlichen Erzählungen als Grundlage von Geschichten, die oft noch Einflüsse der Schriftsprache zeigten.
Während der Ming-Zeit wurden dann nach Vorbild längerer historischer Erzählungen die ersten Romane verfasst.
Mit dem Beginn der modernen Literatur in China, Anfang der 1920er Jahre, wurden kurze und mittellange Erzählungen besonders wichtig, da die Autoren mittels Erzählungen literarische und politische Ansichten schnell und konzentriert ausdrücken konnten. Diese modernen Erzählungen zeigten einen starken Einfluss ausländischer Literatur und wurden in Baihua, der damaligen Umgangssprache, verfasst. Alle bedeutenden Schriftsteller der modernen Literatur haben solche Erzählungen geschrieben, z. B. Lu Xun, Mao Dun, Ye Shengtao, Ding Ling und Shen Congwen.
Nach der Kulturrevolution wurden erneut Erzählungen geschrieben, die noch mehr an die Weltliteratur anknüpften. Dabei wurde jedoch auch die chinesische Tradition verstärkt aufgegriffen, die die Autoren mit Stilmitteln und Erzähltechniken der Moderne und Postmoderne verbanden. Bekannte Autoren sind hier z. B. Zhang Jie, Wang Meng, Mo Yan und Wang Anyi. In der modernen Literatur entstanden Erzählungen unterschiedlicher Länge: Lange, mittellange und sehr kurze Erzählungen („Mini-Geschichten“). Neu waren in der modernen Literatur Science-Fiction und Nachrichtenerzählungen, die Essay und nicht-fiktionale Literatur verbinden.
Auch auf Taiwan entwickelte sich seit den 60er Jahren die moderne Erzählung. Bekannte taiwanesische Erzähler sind beispielsweise Bai Xianyong, Zhang Xiguo, Li Ang, Zhang Dachun und Qiu Ying.